# Občina Vrhnika
Občina Vrhnika je občina z okoli 17.500 prebivalci (2020) v osrednjem delu Slovenije s središčem na Vrhniki, ki ima malo več kot polovico prebivalstva občine, drugo največje naselje pa je bližnji Verd. Leži na zahodnem robu Ljubljanskega barja ter obronkih Pokojiške planote, s središčem ok. 20 km jugozahodno od Ljubljane ter zajema več predmestnih in podeželskih naselij. Občina Vrhnika je pobratena z italijansko občino Gonars. Leta 1848 in 1849, po marčni revoluciji, se je začelo širše ustanavljanje občin. Občina Vrhnika je bila leta 1854 uvrščena pod Okraj Vrhnika, v tem okraju pa so bili še Babna gora, Blatna Brezovica, Borovnica, Črni vrh, Horjul, Podlipa, Polhov Gradec, Preserje, Rakitna, Rovte, Setnik, Šentjošt, Vrhnika, Vrzdenec, Zaplana, Žibrše. Okraj Vrhnika je leta 1864 obsegal 8 občin. V knjigi Boža Grafenauerja je zapisanih naslednjih 7 občin: Borovnica, Črni vrh, Horjul, Polhov Gradec, Preserje, Šentjošt, Vrhnika. Število prebivalcev je bilo 16.691, torej povprečno 2086 prebivalcev na občino. 
Po sprejetju Vidovdanske ustave je bilo na območju Slovenije 1073 občin. Vrhnika je obdržala status občine, ta občina pa je štela 6.073 prebivalcev. Občina Vrhnika je spadala pod Ljubljanski okraj. Do sedaj delujoči občinski odbori so bili razpuščeni, uvedena pa je bila funkcija gerenta ter prisednikov, ki so delovali kot sosvet. Glede na Uradni list Dravske banovine številka 24 iz leta 1930 je občina Vrhnika bila samostojna zdravstvena občina, ena izmed 13. v Dravski banovini. 31. 3. 1931 je bil v Kraljevini Jugoslaviji opravljen popis prebivalstva. Občina Vrhnika je takrat imela 6.091 prebivalcev in je spadala pod okraj Ljubljana, ki je imel skupaj 41.381 prebivalcev. Občina Vrhnika se je leta povečala. Novo območje je obsegalo prejšnjo občino Vrhniko brez katastrske občine Zažar in kraj Smrečje iz občine Šent Jošt. Krajevni leksikon dravske banovine iz leta 1937 navaja, da je imela Občina Vrhnika 5902 prebivalca, 1093 hiš, površina občine pa je znašala 9902 hektarja. 1. julija 1939 je bilo stanje v občini Vrhnika naslednje. Površina je znašala 92,29 kvadratnih kilometrov, prebivalcev pa je bilo 5895. Vrhnika je še vedno spadala pod Okraj Ljubljana.
Od leta 1949 pa do 1951, so delovale na območju Slovenije oblasti. Območje občine Vrhnika je tako padlo pod upravo Ljubljanske oblasti. Leta 1952 pa so bile občine ponovno ustanovljene. Aprila je bil sprejet Zakon o razdelitvi Ljudske republike Slovenije na mesta, okraje in občine. Občina Vrhnika je tako bila ponovno ustanovljena kot upravna enota in je spadala pod Okraj Ljubljana okolica. Leta 1955 je bil uveden komunalni sistem. Leta 1952 je občina Vrhnika imela 7798 prebivalcev.Sloveniji je bilo tako leta 1955 13 okrajev, znotraj njih pa 130 občin. Vrhnika je še vedno spadala pod Okraj Ljubljana, občina pa je imela 8700 prebivalcev.
Trenutno je občina Vrhnika del Osrednjeslovenske statistične regije. Njena površina znaša 116 kvadratnih kilometrov. Po podatkih iz leta 2018 je takrat občina Vrhnika imela 17.071 prebivalcev in je s tem bila 25. največja slovenska občina po številu prebivalcev. Njeni pretekli župani so bili mdr. Franc Kvaternik, dr. Marjan Rihar, Stojan Jakin (dvakrat), Daniel Cukjati.

## Ožji deli občine
Občina Vrhnika je imela leta 1992 13 krajevnih skupnosti (enako število kot leta 1974) in sicer: Bevke, Blatna Brezovica, Borovnica (zdaj samostojna Občina Borovnica) Dragomer - Lukovica (zdaj del občine Log - Dragomer), Drenov Grič, Log pri Brezovici (zdaj del Občine Log - Dragomer) Podlipa, Sinja Gorica, Stara Vrhnika, Velika Ligojna, Verd, Vrhnika, Zaplana.
Občina Vrhnika se zdaj notranje deli na 13 krajevnih skupnosti, in sicer na KS Bevke, Blatna Brezovica, Drenov grič-Lesno Brdo, Ligojna, Podlipa-Smrečje, Pokojišče-Padež-Zavrh, Sinja Gorica, Stara Vrhnika, Verd, Vrhnika-Breg, Vrhnika-Center, Vrhnika-Vas in Zaplana.

## Naselja v občini
Bevke, Bistra, Blatna Brezovica, Drenov Grič, Jamnik, Jerinov Grič, Kurja vas, Lesno Brdo, Mala Ligojna, Marinčev Grič, Mirke, Mizni Dol, Padež, Podlipa, Pokojišče, Prezid, Sinja Gorica, Smrečje, Stara Vrhnika, Strmica, Trčkov Grič, Velika Ligojna, Verd, Vrhnika, Zaplana, Zavrh pri Borovnici.

## Šole
- OŠ Ivana Cankarja, predmetna
- OŠ Ivana Cankarja, razredna
- OŠ Antona Martina Slomška
- OŠ Log-Dragomer
- Varstveno delovni center (VDC) Vrhnika
- Glasbena šola

## Turistične zanimivosti v občini

### Naravne znamenitosti
- Mali plac - visoko barje
- Vrhniška jama
- Trije izviri Ljubljanice - Retovje, Močilnik, Bistra
- Jurčevo šotišče
- Star maln
- izvir Lintverna

### Kulturne znamenitosti
- Spomenik Ivana Cankarja
- Lavrenčičeva hiša
- Drča, spomenik padlim v NOB
- Črni orel
- grad Bistra in Tehniški muzej Slovenije
- Kuclerjev kamnolom, geološki spomenik
- Cankarjeva spominska hiša in pot Po Cankarjevih obeležjih
- Razgledni stolp na Planini
- žive jaslice v Ligojni
- Miklčeva kašča v Verdu

## Znane osebnosti
- Ivan Cankar
- Simon Ogrin
- Matej Sternen
- Jožef Petkovšek
- Karel Grabeljšek
- France Kunstelj
- Ivan Jager
- Karel Štirn
- Alenka Bikar
- Mojca Suhadolc
- Aljoša Grom
- Aleš Ogrin
- Franc Grom
- Sara Živkovič
- Primož Suša